# 克納河
62°06′20″N 39°03′47″E / 62.10556°N 39.06306°E

克納河（俄语：Ке́на）是俄羅斯的河流，由阿爾漢格爾斯克州負責管轄，屬於奧涅加河的左支流，河道全長39公里，流域面積約8,120平方公里，發源自克洛澤羅湖東部，河水主要來自雨水和融雪，每年十一月至翌年四月結冰。